# 磯谷廉介
磯谷 廉介（いそがい れんすけ、1886年〈明治19年〉9月3日 - 1967年〈昭和42年〉6月6日）は、日本の陸軍軍人。最終階級は陸軍中将。太平洋戦争期に日本占領下の香港で総督を務めた。

## 経歴
兵庫県出身。旧篠山藩士・磯谷次郎の三男として生れる。私立尋常中学鳳鳴義塾、大阪陸軍地方幼年学校、中央幼年学校を経て、1904年（明治37年）10月、陸軍士官学校（第16期）を卒業。同期に板垣征四郎・土肥原賢二がいる。翌月、歩兵少尉に任官し歩兵第20連隊付となった。1915年（大正4年）12月、陸軍大学校（27期）を卒業し歩兵第20連隊中隊長に就任。
1916年（大正5年）8月、参謀本部付勤務となり、参謀本部員、参謀本部付（広東駐在）、歩兵第13連隊付（広東駐在）、歩兵第13連隊大隊長を歴任し、1922年（大正11年）12月に帰国。1924年（大正13年）2月、第1師団参謀に就任し、翌年8月、参謀本部付として広東に赴任し1928年（昭和3年）2月まで駐在。1928年5月、臨時第6師団司令部付となり、第3師団司令部付（青島機関長）を経て、同年8月、歩兵大佐に昇進し歩兵第7連隊長となった。
1930年（昭和5年）3月、第1師団参謀長に就任し、教育総監部第2課長、陸軍省人事局補任課長、兼陸軍兵器本廠付（欧米出張）を歴任し、1933年（昭和8年）3月、陸軍少将に進級した。同年8月、参謀本部第2部長に発令。
陸軍の中では中国通を自認し、中国公使館付武官、大使館付武官を歴任した後、1936年（昭和11年）3月23日に軍務局長となり、二・二六事件の収拾に尽力。同年12月、陸軍中将に進んだ。1937年（昭和12年）3月、第10師団長に親補され日中戦争に出征し、徐州会戦などに参加。1938年（昭和13年）6月には関東軍参謀長に栄転し、1939年（昭和14年）8月に平沼内閣が総辞職すると板垣征四郎陸軍大臣の後任候補となるが、昭和天皇の意向により畑俊六が後任陸相に就任した。同年（昭和14年）9月にノモンハン事件の敗北の責任を取り参謀長を辞任し参謀本部付となり、同年11月に待命、翌月、予備役に編入された。
太平洋戦争が始まり、日本が香港を占領すると召集を受け香港総督に就任（1942年2月20日 - 1944年12月24日）、この人事は磯谷の才能を惜しんだ外務大臣東郷茂徳が再登用を勧めたからだといわれる。就任後は皇民化政策の強制、軍票の発行などを行った。1944年に総督の地位を田中久一に譲ると台湾に赴いた。
戦後、南京軍事法廷に戦争犯罪人として起訴され、1947年（昭和22年）7月22日に終身刑の判決を受けた。同年11月28日、公職追放仮指定を受けた。1949年（昭和24年）2月から巣鴨プリズンで服役し、1952年（昭和27年）8月に釈放され1967年に死去。

## 伝記
- 小林一博『「支那通」一軍人の光と影 - 磯谷廉介中将伝』柏書房、2000年、ISBN 4-7601-1995-7。

## 親族
- 義父 青木宣純（陸軍中将）[1]

## 栄典
位階
- 1904年（明治37年）12月8日 - 正八位[11]

勲章等
- 1939年（昭和14年）9月23日 - 勲一等瑞宝章[12]